# قلعه اسکن
بقایای قلعه اسکن مربوط به سده‌های اولیه دوران‌های تاریخی پس از اسلام است و در شهرستان گرمسار، بخش ایوانکی، دهستان ایوانکی، ۱۴ کیلومتری شمال روستای چنداب واقع شده و این اثر در تاریخ ۲۶ اسفند ۱۳۸۷ با شمارهٔ ثبت ۲۶۰۸۰ به‌عنوان یکی از آثار ملی ایران به ثبت رسیده است.